# Meunasah Cangguek
Meunasah Cangguek is een bestuurslaag in het regentschap Aceh Utara van de provincie Atjeh, Indonesië. Meunasah Cangguek telt 436 inwoners (volkstelling 2010).